# Cyclamen graecum
Cyclamen graecum Link es una especie de planta bulbosa de la familia Primulaceae.

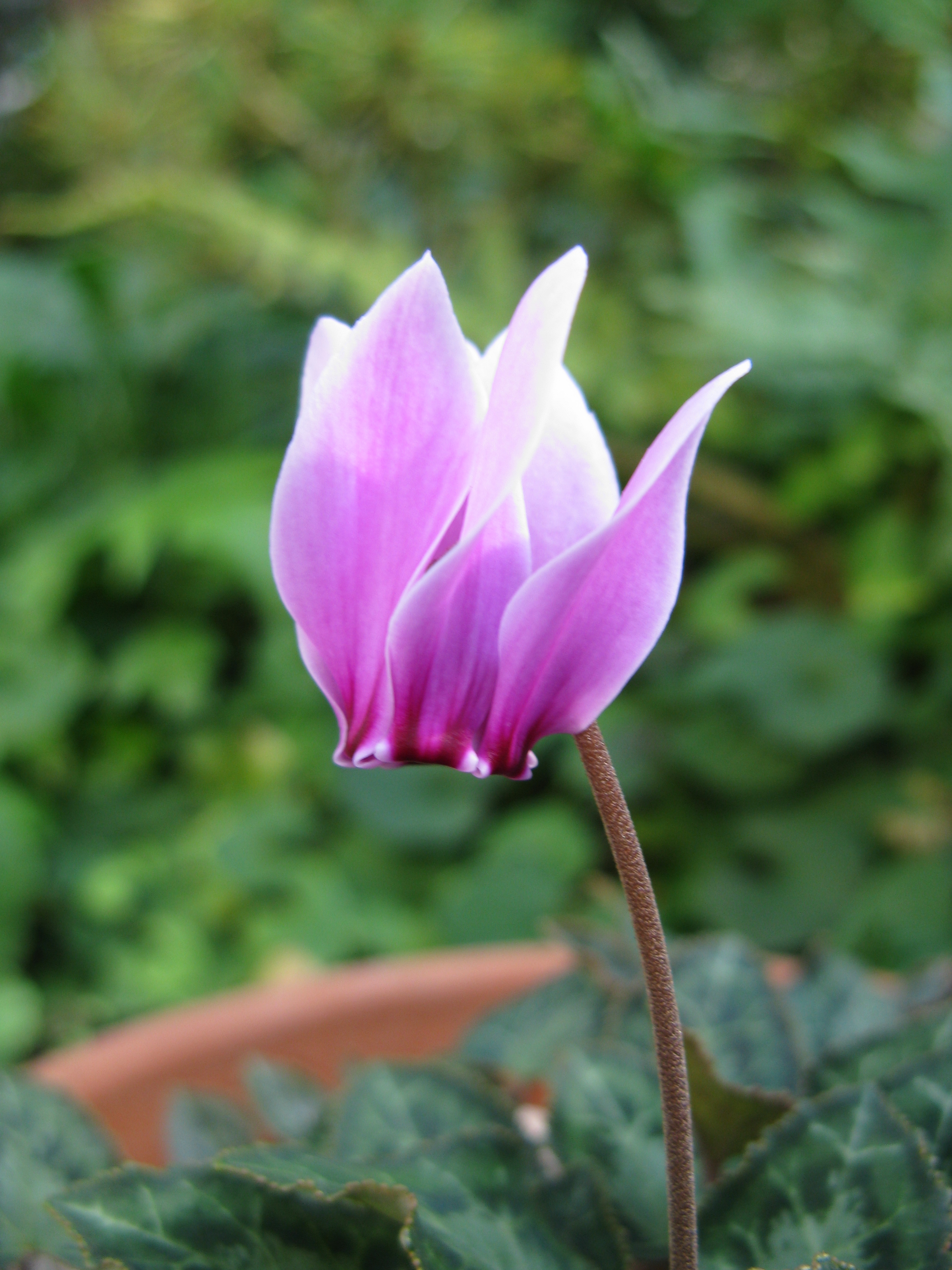
Detalle de la flor

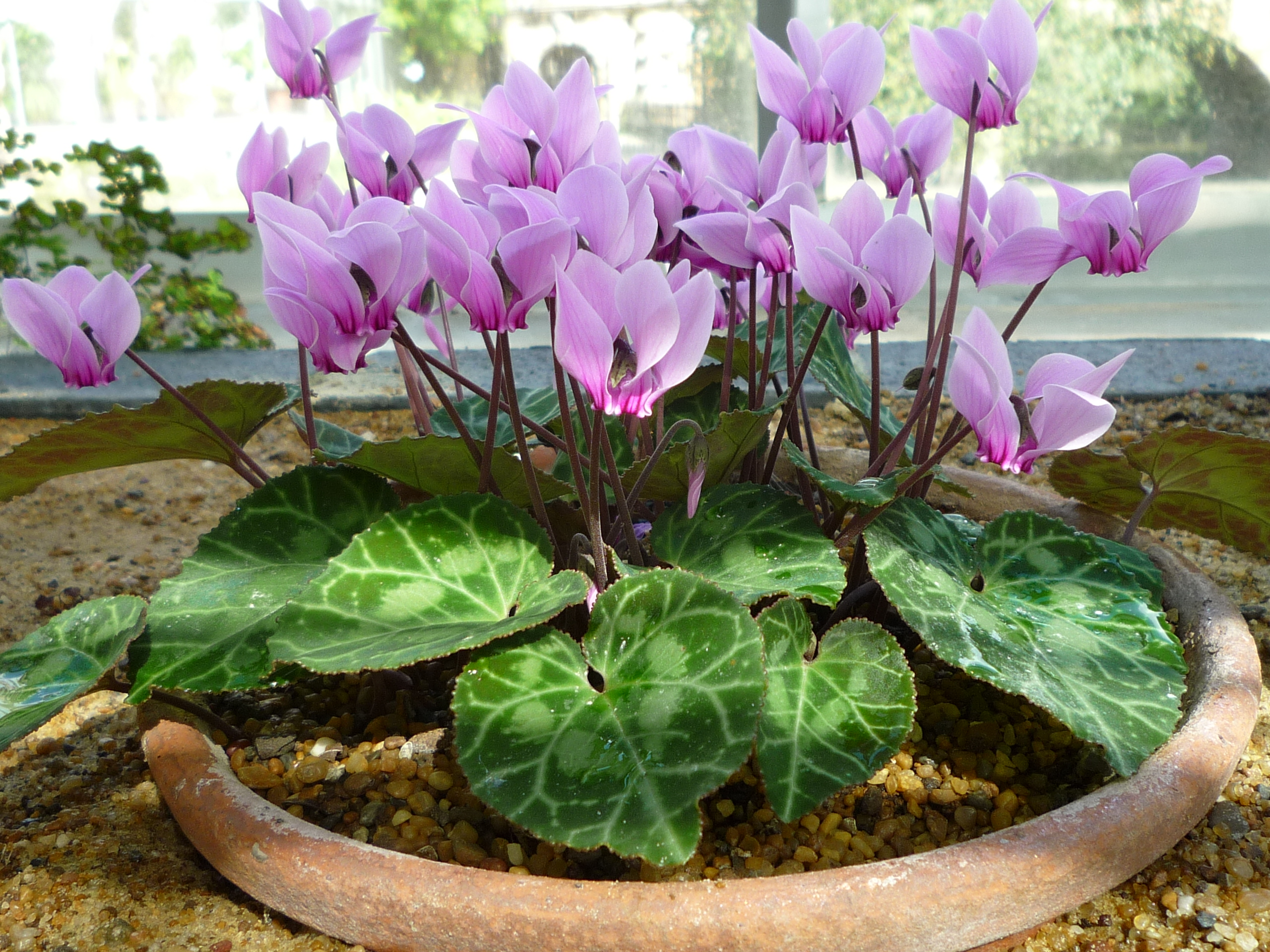
Vista de la planta

## Descripción
Es una planta fragante de tubérculo muy acorchado, con raíces espesas y fuertes que nacen por debajo, desde el centro. Las hojas, muy variables, son de forma acorazada y tienen el borde dentado. Las flores, auriculadas y de pedúnculos relativamente cortos, son de color blanco hasta rosado, con una mancha más oscura en la base; florecen en otoño justo antes, o al mismo tiempo, que las hojas. Después de la fructificación, los pedúnculos se enrollan a partir del centro de dicho pedúnculo para aproximar los frutos hacia el suelo donde liberaran las semillas.

## Distribución y hábitat
Es endémico de Grecia, incluso insular, y Turquía.
Se encuentra a gusto con los suelos pedregosos o rocosos en los bosques de pinos. Crece desde el nivel del mar hasta unos 1.200 m de altitud.

## Taxonomía
Cyclamen graecum fue descrita por Heinrich Friedrich Link y publicado en Linnaea 9: 573. 1835
Etimología
Ver: Cyclamen
graecum: epíteto geográfico que alude a su localización en Grecia.
Sinonimia
- Cyclamen aegineticum Hildebr.
- Cyclamen gaidurowryssii Glasau nom. invalid
- Cyclamen graecum f. album R.Frank & E.Frank
- Cyclamen miliarakesii Heldr. ex Halácsy
- Cyclamen pentelici Hildebr.
- Cyclamen velutinum Jord.
- Cyclaminos miliarakesii Heldr. ex R.Knuth
- Cyclaminus graeca (Link) Asch.[4]

Taxones infraespecíficos aceptados
- Cyclamen graecum subsp. anatolicum Ietsw.
- Cyclamen graecum subsp. mindleri (Heldr.) A.Davis & Govaerts[4]